# Xanthostemon melanoxylon
Xanthostemon melanoxylon är en myrtenväxtart som beskrevs av Peter G.Wilson och Pitisopa. Xanthostemon melanoxylon ingår i släktet Xanthostemon och familjen myrtenväxter. Inga underarter finns listade i Catalogue of Life.